# Nolina excelsa
Nolina excelsa es una planta con apariencia de palmera, conocida con el nombre común de sotol (nombre que comúnmente se aplica a especies de Dasylirion y a la bebida preparada a partir de estas plantas). Nolina es el nombre genérico otorgado en honor del botánico francés Abbé P. C. Nolin. El epíteto “excelsa” hace referencia a la altura de los individuos. Es endémica de México. Las hojas se utilizan para construir techados de casa, con los tallos secos se hacen tablas sobre las que se raspan las hojas del maguey Agave convallis para la obtención de fibras.

## Descripción
Plantas perennes rosetófilas  arborescentes, de 8 a 3m de alto. Los tallos son de 40 a 50cm de diámetro, erectos, base ligeramente ensanchada de 8 a 16 ramas, corteza externa fisurada, de color grisácea a negruzca.
Las hojas, son alrededor de 100 por roseta, que al madurar se caen; su forma es de láminas de 60 a 85cm de largo, 1.4 a 2.1 cm de ancho, lineares, de color verde azulado, con la base de 5 a 6cm de largo y 4.5 a 5.5 cm de ancho, triangular, engrosada y de color blanquecina, de consistencia similar al papel y ápice largamente estrecho, rectas aun con la edad, margen denticulado, los dientecillos disminuyen en tamaño y se separan más hacia el ápice, el tercio distal entero y trasparente, haz y envés provisto de pequeños surcos.
Las inflorescencias son paniculadas, erectas, poco densas, 1.2 a 2.5m de largo, el pedúnculo es de 25 a 35cm largo y de 4 a 4.5cm de ancho en la base, ramas primarias alrededor de 100, de 12 a 14cm de largo, generalmente dos flores por nudo, que fructifica sólo una en el caso de las inflorescencias femeninas. Brácteas intermedias 12 a 18cm largo y de 2.5 a 3.5cm ancho, las superiores 8 a 10cm de largo y 2 a 2.5cm de ancho, de forma lanceoladas, adpresas, delgadas y de consistencia similar al papel, disminuyendo de tamaño hacia el ápice, de color blanquecinas, tiesos y secos, pedicelos de 3.5 a 4mm de largo.
Las flores son unisexuales; de tépalos libres, 3 a 4 mm largo y 1.8 a 2 mm ancho, elípticos a ensanchados al extremo, ápice puntiagudo, en flores masculinas los tépalos dirigidos hacia la base, en las femeninas cóncavos, blanquecinos, con tintes morados en la línea media del tépalo, margen trasparente; 6,estambres fértiles, más cortos que los tépalos, hasta 4.7 mm largo, filamentos 2.5 a 3 mm largo, anteras hasta 1.7 mm de largo.
Los frutos se forman en cápsulas 7.0-8.5 mm largo, 7.0-9.0 mm ancho, con pericarpio delgado, lóbulos elipsoidales; semillas de 1 a 4.2 mm largo y de 3 a 3.8 mm de ancho, subglobosas, cubierta de espinas, de color pardo oscuro.

## Distribución y hábitat
El género Nolina está compuesto de 21 a 30 especies, todas presentes en México, y dos en el Valle de Tehuacán-Cuicatlán. Su distribución abarca desde los Estados Unidos hasta Centroamérica. Nolina excelsa es una especie endémica que se conoce únicamente de una región reducida del estado de Oaxaca, situada al este del distrito de Huajuapan y al norte de Teposcolula, aunque es probable su presencia en áreas del sur del estado de Puebla, en el municipio de Caltepec.
Es una especie que se localiza entre los 2,300 y 2,700 m de altitud, en laderas con pendientes pronunciadas, sobre suelos muy someros sobre roca continua y suelos extremadamente gravillosos y/o pedregosos (leptosoles) y en suelos débilmente desarrollados, no son muy someros ni muy ricos en gravas. Se desarrolla entre bosque de encinos y matorral xerófilo con la presencia de especies como Agave convallis, A. nuusaviorum, A. potatorum, Arctostaphylos pungens, Dasylirion serratifolium, Furcraea longaeva, Hechtia glomerata, Juniperus flaccida, Mimosa lacerata, Opuntia sp., Pittocaulon praecox, Quercus castanea, Q. laeta y Yucca mixtecana.

## Estado de conservación
Es una especie que no se encuentra bajo alguna categoría de protección en México, de acuerdo a la NOM-059- ECOL- SEMARNAT- 2010. Sí se encuentra listada como vulnerable (VU) en la lista roja de la IUCN. Sin embargo, es una especie con un rango de distribución muy pequeño, por lo que el cambio de uso de suelo puede tener efectos negativos en sus poblaciones.